# Allomarkgrafia plumeriiflora
Allomarkgrafia plumeriiflora es una especie de bejuco perteneciente a la familia Apocynaceae. Es originaria de América donde se encuentra desde Nicaragua hasta Colombia.

## Distribución y hábitat
Se distribuye por Costa Rica, Nicaragua, Panamá y Colombia. Es una especie rara que se encuentra en los bosques muy húmedos de la zona atlántica a un altura de 100–800 metros. Su floración se produce en los meses de febrero a abril.

## Descripción
Son bejucos glabros con las hojas opuestas, oblongo-elípticas, de 7–15 cm de largo y 2.5–7 cm de ancho, el ápice agudo a subacuminado, base redondeada, coriáceas, con glándulas en la base del nervio principal. La inflorescencia básicamente racemosa, pero el pedúnculo principal generalmente con 2–3 ramas, con flores de color amarillo claro o crema; sépalos ovados, redondeados, de 2–4 mm de largo; corola infundibuliforme encima de la parte basal angosta del tubo, de 3 cm de largo; anteras aglutinadas entre sí y a la cabeza del estilo; ovario apocárpico. El fruto tiene 2 folículos largos, angostos y teretes; las semillas numerosas, secas, apicalmente comosas.

## Taxonomía
Allomarkgrafia plumeriiflora fue descrita por Robert Everard Woodson y publicado en Annals of the Missouri Botanical Garden 20(4): 627–628. 1933.
Sinónimos
- Mesechites plumeriiflorus (Woodson) Pichon (1951).
- Allomarkgrafia subtubulosa Woodson (1937).[1]